# Morten Nørtoft
Morten Aaling Nørtoft, né le 5 septembre 2002 à Kollemorten (da), est un coureur cycliste danois.

## Biographie

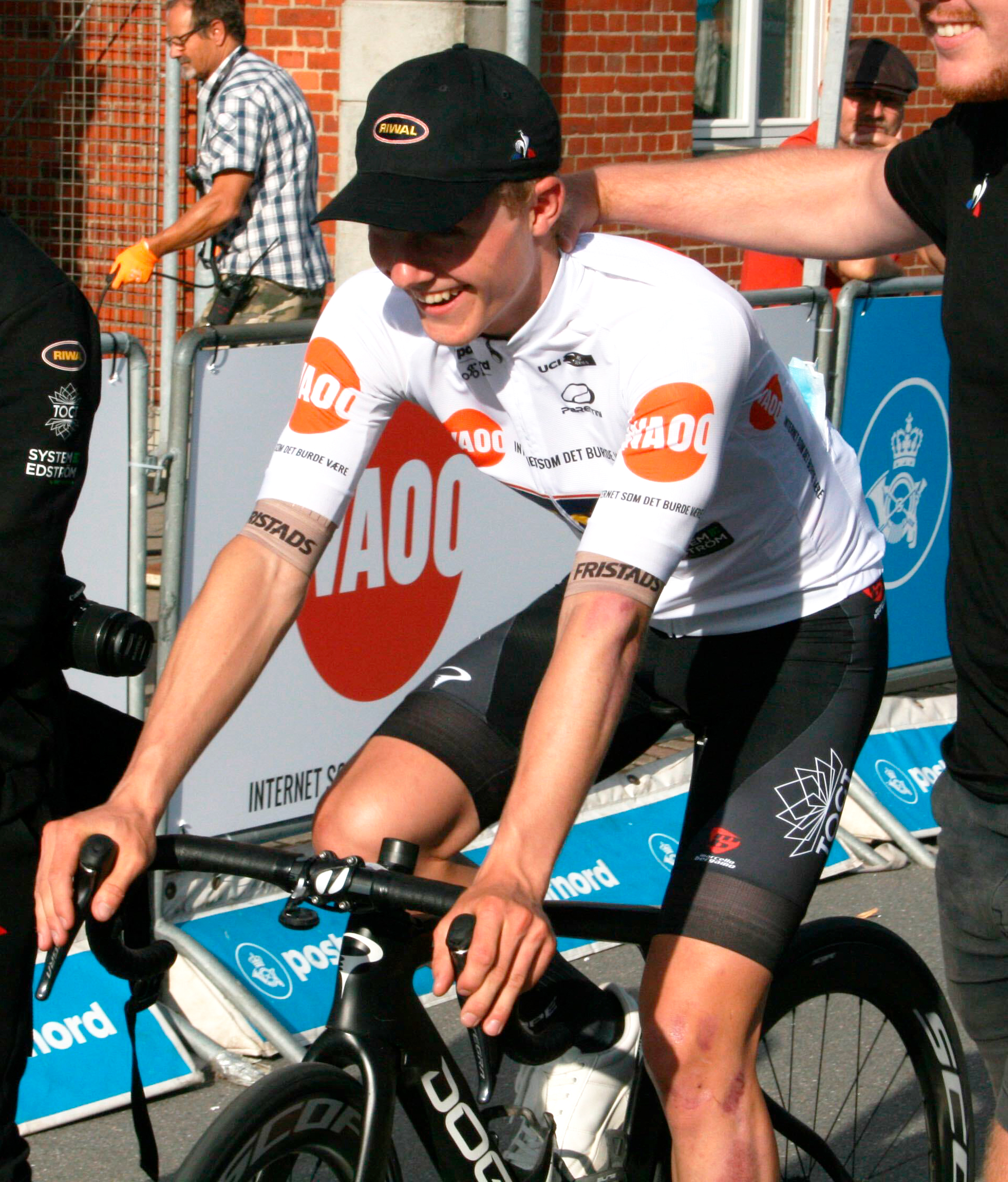
Morten Nørtoft lors du Tour du Danemark 2021

Ancien footballeur, Morten Nørtoft commence sa carrière de coureur cycliste au printemps 2013 en rejoignant le Give Cykelklub,.
En avril 2021, il intègre l'équipe continentale danoise Riwal, alors qu'il est encore apprenti charpentier à plein temps. Lors de la saison 2022, il se distingue en remportant une étape puis le classement général de l'Orlen Nations Grand Prix, manche de la Coupe des Nations Espoirs.

## Palmarès et résultats

### Palmarès par année
- 2022
  - Orlen Nations Grand Prix :
    - Classement général
    - 1re étape

  - 3e du Randers Bike Week
- 2024
  - 1re étape de la Course de la Paix-Grand Prix Jeseníky
- 2025
  - 2e du Fyen Rundt
  - 3e du Giro Himledalen

### Classements mondiaux
| Année                                 | 2021  | 2022 | 2023 | 2024  |
| ------------------------------------- | ----- | ---- | ---- | ----- |
| Classement mondial                    | 2339e | 599e | nc   | 1513e |
| UCI Europe Tour                       | 1561e | 463e | nc   | nc    |
|                                       |       |      |      |       |
| Légende : nc = non classéSource : UCI |       |      |      |       |